# Ibn Hazm
Abu-Muhàmmad Alí ibn Àhmad ibn Saïd ibn Hazm (àrab: أبو محمد علي بن احمد بن سعيد بن حزم, Abū Muḥammad ʿAlī ibn Aḥmad ibn Saʿīd ibn Ḥazm), més conegut simplement com a Ibn Hazm (Còrdova, 994 - Taifa de Niebla, de 1064), fou un filòsof, teòleg, jurista, historiador, narrador i poeta andalusí.

## Vida
Desenvolupà una intensa activitat política. Fou visir del califa Abd ar-Rahman V i, a causa d'intrigues de palau, va ser empresonat en diverses ocasions i patí desterrament. Abandonà l'activitat política per dedicar-se a estudiar teologia i dret; evolucionà des del corrent tradicional malikita al racionalisme zahirita.
Després de la descomposició del Califat de Còrdova recorregué diverses taifes, on la seva personalitat arrasadora i els seus dots dialèctics el feren plaent a distints governants, però l'enfrontaren als poders religiosos i jurídics establerts. Va residir, almenys a la Sevilla, convidat per al-Mutadid, on els seus llibres foren cremats, i a la Taifa de Dàniya, al continent i a Mayurqa, on s'establí uns nou anys (1038-1047) i on mantingué la polèmica sobre la llei musulmana entre Ibn Hazm i al-Baxí, després de la qual s'exilià definitivament a la Taifa de Niebla on morí el 1064 en l'anonimat.

## Obra
Escrigué nombroses obres filosòfiques. El seu pensament es basava en Aristòtil i s'esforça a distingir el vertader del fals, qüestió que porta a un sisè sentit o sentit comú pel qual es demostren les veritats. Aquestes veritats es troben en estreta relació amb la fe per la qual cosa un bon coneixement de la filosofia porta a relacionar les veritats amb la teologia.
La seva obra més difosa actualment és Tawq al-hamama (El collar de la coloma), escrita a Xàtiva cap a 1023. Tracta de les reflexiones sobre la vertadera essència de l'amor, intentant descobrir el que té de comú i immutable a través dels segles i les civilitzacions i, per tant, d'influència neoplatònica; inclou detalls autobiogràfics i documentals. Constitueix també un diwan, o antologia poètica de tema amorós de gran elegància.
També escrigué sobre altres branques del saber, com ara:
Història
- رسالة في فضل الأندلس وذكر رجالها (Rissala fi-fadl al-Àndalus wa-dhikr rijali-ha; Epístola en elogi de l'Àndalus i record dels seus homes)
- نقط العروس (Naqt al-arús; El brodat de la núvia)
- جمهرة أنساب العرب (Jàmharat ansab al-àrab; Aplec dels llinatges dels àrabs)
- الفصل في الملل والأهواء والنحل (Al-físsal fi-l-mílal wa-l-ahwà wa-n-níhal; Separacions de les religions, sectes i escoles).

Didàctica
- الأخلاق والسير (Al-akhlaq wa-s-sir; Els caràcters i la conducta)

Teologia
- رسالة في الرد على ابن النغريلة اليهودى (Rissala fi-radd ala-Ibn an-Nagrila al-yahudí; Epístola en refutació del jueu Ibn Nagrella, en la que ataca violentament el judaisme)

## Premi Ibn Hazm
L'Ajuntament de Xàtiva amb edicions Bromera convoca anualment el Premi Ibn Hazm de poesia en valencià, en el marc dels Premis Literaris Ciutat de Xàtiva.